# پورت ایزابل (تگزاس)
پورت ایزابل، تگزاس(به انگلیسی: Port Isabel, Texas) شهری در ایالت تگزاس از ایالات جنوبی ایالات متحده آمریکا است. در سرشماری سال ۲۰۰۰، جمعیت این شهر ۴۸۶۵ نفر اعلام شد.